# Живкович, Милош
Ми́лош Жи́вкович (серб. Милош Живковић / Miloš Živković; 5 февраля 1985, Белград) — сербский футболист, защитник.

## Биография
Карьеру начинал в «Младеноваце» вместе с Желько Любеновичем. Затем перебрался в «Хайдук» (Кула). После был «Борац» из Чачака (в сезоне 2007/08 эта команда заняла четвёртое место в чемпионате Сербии и получила право играть в Кубке УЕФА).
В 2004 году был на просмотре в киевском «Динамо». Принимал участие в составе киевлян в Кубке Содружества.
Летом 2008 года перешёл в симферопольскую «Таврию», подписал договор на один год. Сыграв за клуб всего два матча, вернулся в Сербию, перейдя в клуб «Ягодина» из одноименного города.